# 2013 TM159
2013 TM159 est un objet transneptunien faisant partie des cubewanos. 

## Caractéristiques
2013 TM159 mesure environ 210 km de diamètre.